# Elecciones parlamentarias de Benín de 2019
Las elecciones parlamentarias en Benín se realizaron el 28 de abril de 2019.

## Trasfondo
La fecha de la elección se fijó en una reunión del Consejo de Ministros el 9 de enero de 2019, y el mandato de la Asamblea Nacional elegido en 2015 expirará en marzo de 2019.

## Sistema electoral
Los 83 miembros de la Asamblea Nacional son elegidos por representación proporcional en 24 circunscripciones de múltiples miembros, en función de los departamentos del país. Un nuevo código electoral controvertido introducido en julio de 2018 vio la creación de un umbral electoral del 10 % de los votos nacionales para ingresar al parlamento, mientras que el depósito requerido para una lista parlamentaria se incrementó de 8,3 millones de francos a 249 millones de francos. Las reformas tenían como objetivo reducir el número de partidos políticos, que eran alrededor de 200.

## Denuncias
La ONG que monitorea la ciberseguridad a nivel global, NetBlocks, denunció el bloqueo de las redes sociales durante las elecciones parlamentarias de domingo 28 de abril y advirtió sobre la caída del servicio de internet, situación que mantenía en un bloqueo informativo a los ciudadanos.